# Alexandre Grux
Alexandre Grux (né le 3 février 1976 à Besançon) est un coureur cycliste français. Champion de France sur route junior en 1994 et amateur en 2003, il a été coureur professionnel en 2001 et 2002 au sein de l'équipe AG2R Prévoyance.

## Biographie
Après s'être illustré dans les catégories de jeunes avec un titre de champion de France sur route junior en 1994 et une deuxième place au championnat de France sur route espoirs en 1997, Alexandre Grux devient coureur professionnel en 2001 au sein de l'équipe AG2R Prévoyance. Il y effectue deux saisons et n'est pas conservé dans l'effectif en fin d'année 2002.
De retour chez les amateurs au SCO Dijon, il est champion de France sur route amateur en 2003. En 2005, il rejoint le CC Étupes, club dans lequel il court ses trois dernières saisons.
Ayant entamé un BTS durant la fin de sa carrière cycliste, Alexandre Grux est devenu géomètre.

## Palmarès
- 1994
  -  Champion de France sur route juniors
  - 2e du Tour de la Vallée de la Trambouze
- 1996
  - 2e du Tour du Canton de Genève
  - 3e du Tour du Grand Bornand
- 1997
  - 2e du championnat de France sur route espoirs
- 1998
  - 1re étape du Tour de la Haute-Marne
  - 2e de Hauteville-Bourg-Hauteville
  - 2e du Tour de la Haute-Marne
  - 3e du Grand Prix d'Antibes
- 1999
  - 4e étape du Circuit de Saône-et-Loire
  - 3e du Prix des Coteaux d'Aix
- 2000
  - Trophée des Monts du Lubéron
  - 3e étape du Tour du Pays Roannais
  - Prix de la Saint-Laurent
  - 2e du Grand Prix de Saint-Étienne Loire
  - 2e du Tour Nord-Isère
  - 2e du Grand Prix Cristal Energie
  - 3e du Circuit de Saône-et-Loire
  - 3e du championnat du Lyonnais sur route
- 2003
  -  Champion de France sur route amateurs
  - 4e étape du Tour de Franche-Comté
  - 4e étape du Tour Nivernais Morvan
  - 1re étape des Trois Jours de Cherbourg
  - Boucles Dunoises
  - 2e du Grand Prix Mathias Nomblot
  - 2e de Troyes-Dijon
  - 2e de Bourg-Hauteville-Bourg
  - 2e du Tour de la Creuse
  - 2e de la Polymultipliée lyonnaise
  - 3e des Trois Jours de Cherbourg
  - 3e du Prix des Vins Nouveaux
- 2004
  - Dijon-Auxonne-Dijon
  - 1re étape du Tour Alsace
  - 2e de Troyes-Dijon
  - 2e de La Savoyarde
  - 2e de Paris-Auxerre
  - 2e de la Ronde mayennaise
  - 3e du Grand Prix des Grattons
- 2005
  - Champion de Franche-Comté
  - Troyes-Dijon
  - 2e étape des Trois Jours de Cherbourg
- 2006
  - 1re étape du Circuit de Saône-et-Loire
  - 2e du Tour du Jura
  - 2e de Chambord-Vailly
  - 3e de Paris-Chalette-Vierzon
- 2007
  - Prix du Saugeais
  - 2e étape du Tour de Corrèze
  - 1re étape du Tour Nivernais Morvan (contre-la-montre par équipes)
  - 2e de Dijon-Auxonne-Dijon

## Classements mondiaux
| Année           | 2006 |
| --------------- | ---- |
| UCI Europe Tour | 514e |